# Довбий, Александр Петрович
Александр Петрович Довбий (укр. Олександр Петрович Довбій; 28 сентября 1953, Харьков — 11 марта 2023, Харьков) — советский, украинский футболист и тренер, мастер спорта СССР (1980).

## Биография

### Карьера игрока
Первой командой мастеров для воспитанника харьковского футбола Александра Довбия стал херсонский «Локомотив». В 1974—1975 годах выступал за «Фрунзенец» из Сум, после чего вернулся в Харьков. В 1976 году был призван в армию и выступал за игравший во второй лиге армейский клуб из Киева, где в 1977 году, забив в ворота соперников 18 мячей, стал одним из главных голеадоров команды в сезоне, отстав от лучшего бомбардира турнира, своего одноклубника Николая Пинчука, на два мяча.
После службы в армии провёл сезон в одесском «Черноморце». В 1979 году вернулся в родной город, где в течение трёх сезонов выходил на поле в футболке «Металлиста», с которым в 1981 году стал победителем турнира первой лиги, завоевав путёвку в высший дивизион. Заканчивал игровую карьеру в сумском «Фрунзенце».

### Карьера тренера
Завершив активные выступления в большом футболе, с 1983 по 1989 год работал преподавателем кафедры футбола Харьковского филиала Киевского государственного университета физической культуры и тренером-преподавателем Харьковского государственного высшего училища № 1.
В 1990—1991 годах работал в тренерском штабе харьковского «Металлиста», а в сезоне 1993/94 был главным тренером команды. Позже занимал должность второго тренера в житомирском «Химике». В сезоне 1993/94 тренировал команду «Нефтяник» из Ахтырки, потом возглавлял клубы высшей лиги «Звезда» (Кировоград) и «Ворскла». С полтавским клубом принимал участие в играх за Кубок Интертото.
В 1999 году вернулся в Харьков, где был ассистентом у тренировавшего «Металлист» Михаила Фоменко. В 2002 году возглавлявший российский клуб высшей лиги «Анжи» Леонид Ткаченко пригласил Довбия в тренерский штаб своей команды. В 2003 году первый круг чемпионата Александр Петрович провёл уже в саратовском «Соколе», после чего возвратился на Украину, возглавив переживавшую не лучшие времена луганскую «Зарю», сумев сохранить клубу прописку в первой лиге.
В 2005 году вернулся в Харьков, где тренировал местные клубы второй лиги «Харьков-2» и «Газовик-ХГД». В 2009 году работал в молдавском клубе «Олимпия» из города Бельцы, но в июне оставил тренерский пост.
С 2009 по 2011 год работал во Вьетнаме, где был главным тренером и одним из создателей национальной футбольной академии PVF.
С октября 2011 по сентябрь 2012 года занимал должность спортивного директора футбольного клуба «Олимпия» (Бельцы).
С сентября 2012 занимал должность старшего преподавателя кафедры футбола и хоккея Харьковской государственной академии физической культуры.
Скончался 11 марта 2023 года.

## Достижения
- Победитель первенства первой лиги СССР: (1981)
- Обладатель Кубка УССР: (1976)

## Образование
Окончил ХГПУ им. Сковороды (1982)